# Тикале
Тикале (болг. Тикале) — село в Болгарии. Находится в Смолянской области, входит в общину Смолян. Население составляет 141 человек.

## Политическая ситуация
В местном кметстве Тикале, в состав которого входит Тикале, должность кмета (старосты) исполняет Минка Асенова Аянска (Болгарская социалистическая партия (БСП)) по результатам выборов правления кметства в 2007 году.
Кмет (мэр) общины Смолян — Николай Тодоров Мелемов (Граждане за европейское развитие Болгарии (ГЕРБ)) по результатам выборов 2011 года, прежде кметом была Дора Илиева Янкова (Болгарская социалистическая партия (БСП)) по результатам выборов 2007 года в правление общины.

## История
Село расположено недалеко от знаменитой Момчиловой крепости, построенной во время правления византийского императора Юстиниана I, разрушенной  в конце 14 века во время   османского вторжения.
В 1966 году Момчилова крепость была объявлена археологическим памятником культуры государственного значения. Построена туристическая инфраструктура для осмотра крепости.